# Marinella (film)
Pour les articles homonymes, voir Marinella.
Pour plus de détails, voir Fiche technique et Distribution.
Marinella est un film français de Pierre Caron sorti en 1936. Il rencontre un grand succès, et Tino Rossi, dont c'est le premier grand rôle au cinéma, y interprète les chansons Marinella, Tchi tchi, J'aime les femmes c'est ma folie...

## Synopsis
Tino (Tino Rossi) est peintre, et occasionnellement chanteur. Un jour il doit remplacer un chanteur absent, et fait un triomphe. Il tombe amoureux de Lise (Yvette Lebon) et devient "le chanteur masqué". 

## Fiche technique
- Titre : Marinella
- Réalisation : Pierre Caron
- Assistant-réalisateur : Christian Chamborant
- Scénario et dialogues : René Pujol
- Musique : Vincent Scotto
- Lyrics : Émile Audiffred et Geo Koger
- Directeur de la photographie : Willy Faktorovitch
- Cadreur : Louis Page
- Montage : Christian Chamborant et André Versein
- Création du décor : Jean Douarinou
- Son : Bill Wilmarth
- Société de production : Forrester-Parant Productions
- Distribution : Forrester-Parrant
- Pays :  France
- Format :  Son mono  - Noir et blanc - 35 mm  - 1,37:1
- Genre : Film musical
- Durée : 88 minutes
- Date de sortie : 
  - France - 12 mars 1936

## Distribution
- Tino Rossi : Tino Pirelli
- Yvette Lebon : Lise
- Julien Carette : Trombert
- Cinda Glenn : Sylvia Grey
- Jeanne Fusier-Gir : Madame Irma
- Albert Duvaleix : Barton
- Pierre Juvenet : Vautrat
- Georges Flateau : Bob Grey
- Ginette Darey
- Alberto Spadolini : le danseur
- Marcya Capri : la speakerine
- Raymond Cordy
- Paul Demange
- Philippe Derevel
- Madeleine Gérôme
- Jany Laferrière
- Georges Marceau
- Edouard Rousseau
- Marthe Sarbel